# Parasecodella nigricorpus
Parasecodella nigricorpus är en stekelart som först beskrevs av Muhammad Sharif Khan och Shafee 1985.  Parasecodella nigricorpus ingår i släktet Parasecodella och familjen finglanssteklar. Inga underarter finns listade i Catalogue of Life.